# 布謝峰

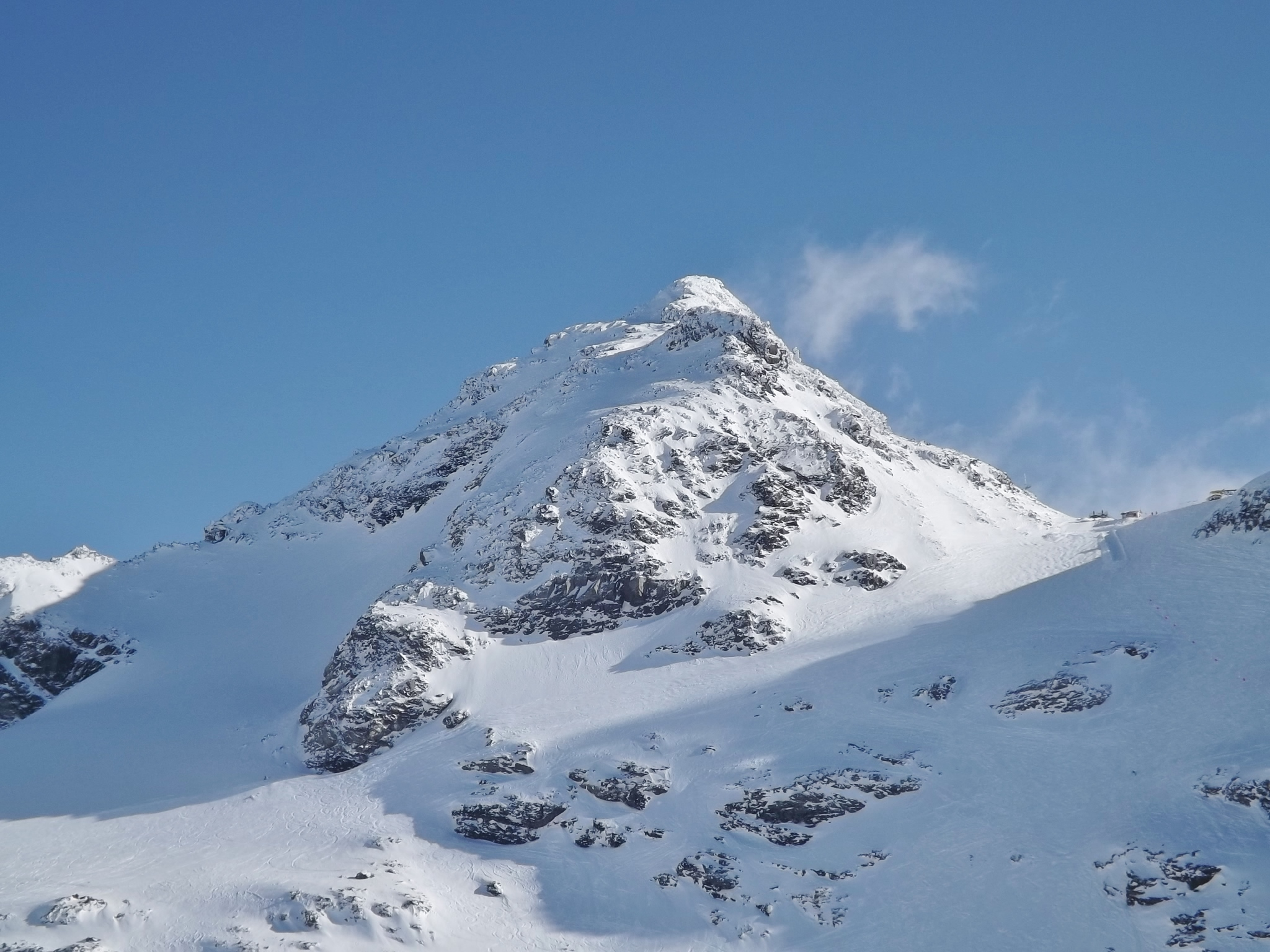

45°15′14″N 06°36′15″E / 45.25389°N 6.60417°E
布謝峰（法語：Pointe du Bouchet），是法國的山峰，位於該國東北部奧文尼-隆-阿爾卑斯大區，由薩瓦省負責管轄，屬於瓦努瓦斯山的一部分，海拔高度3,420米，每年平均降雨量1,479毫米。